# Різновисокі бруси

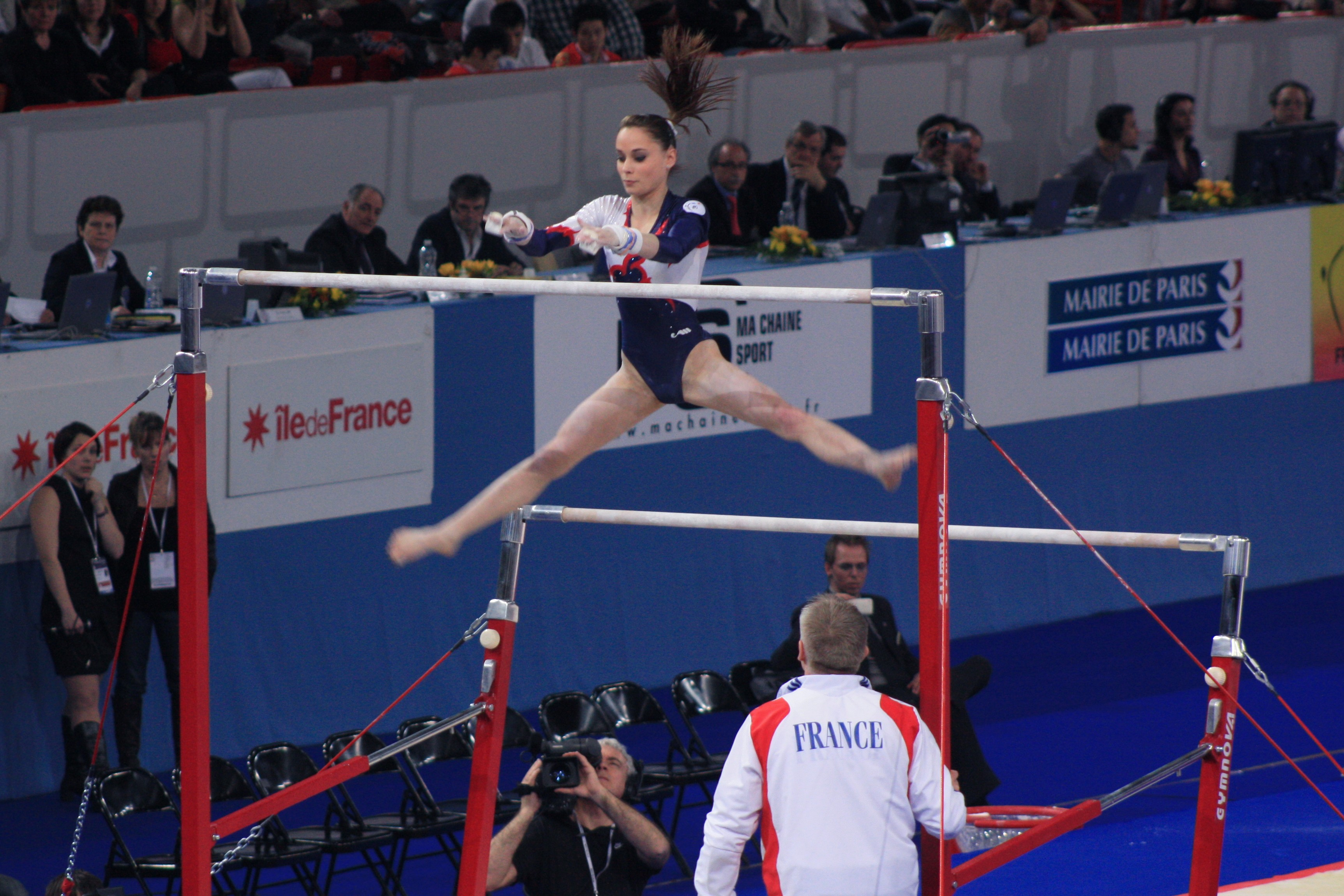
Гімнастка виконує вправу на різновисоких брусах

Різновисо́кі бру́си — снаряд у спортивній гімнастиці. Вправи на різновисоких брусах виконують лише жінки.

## Характеристика
Розміри та характеристики різновисоких брусів встановлені Міжнародною федерацією гімнастики:
- Висота:
  - Верхня жердина: 250 см.
  - Нижня жердина: 170 см.
- Діаметр жердини: 4 см.
- Довжина жердин: 240 см.
- Діагональна відстань між жердинами: 130—180 см.

## Олімпійські чемпіонки у вправах на різновисоких брусах

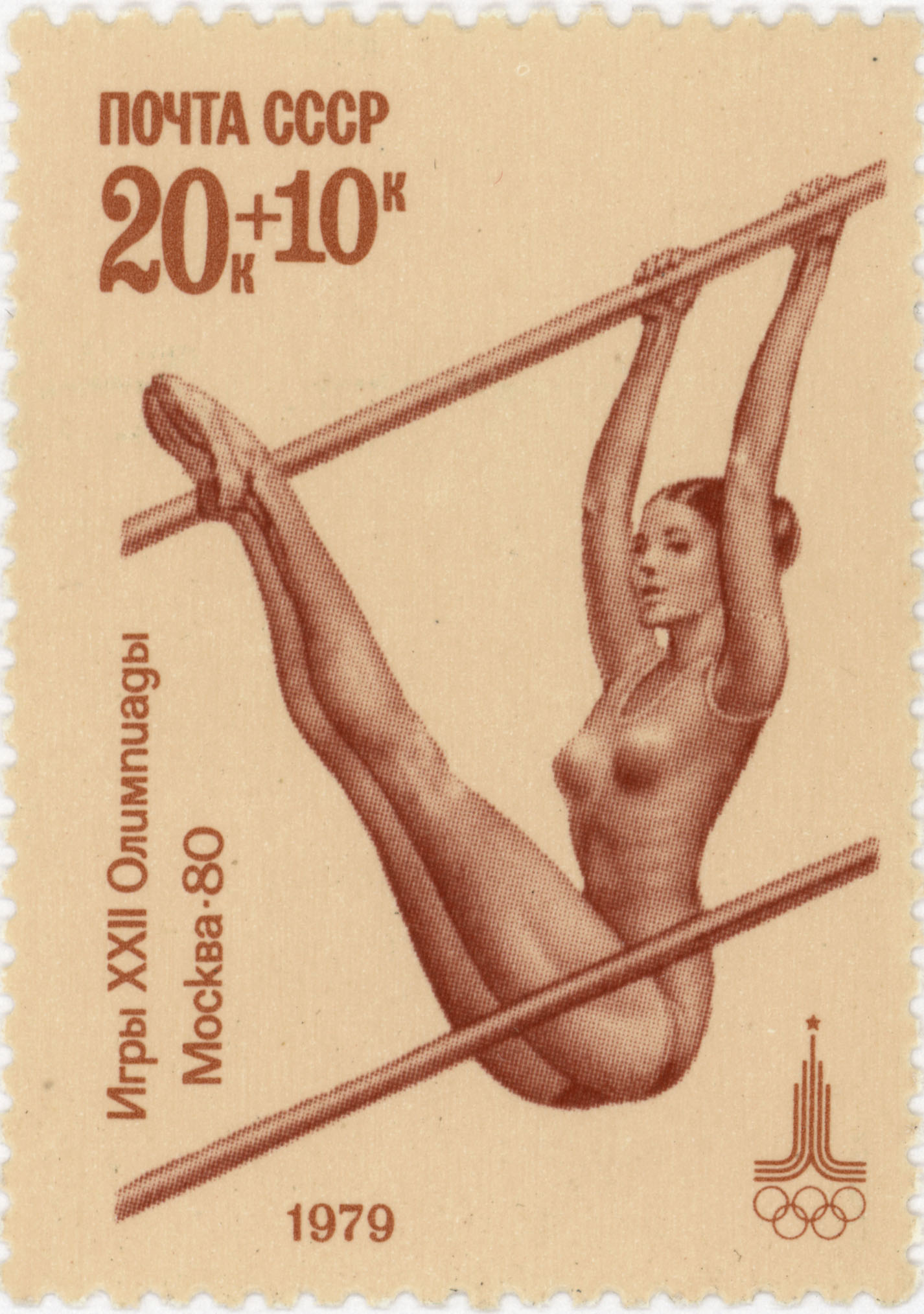
Поштова марка з нагоди Олімпіади в Москві 1980 року

| Місце проведення  | Золото                                   | Срібло                                 | Бронза                                                    |
| ----------------- | ---------------------------------------- | -------------------------------------- | --------------------------------------------------------- |
| 1952 Гельсінкі    | Маргіт Коронді (HUN)                     | Марія Гороховська (URS)                | Агнеш Келеті (HUN)                                        |
| 1956 Мельбурн     | Агнеш Келеті (HUN)                       | Лариса Латиніна (URS)                  | Софія Муратова (URS)                                      |
| 1960 Рим          | Поліна Астахова (URS)                    | Лариса Латиніна (URS)                  | Тамара Замотайлова (URS)                                  |
| 1964 Токіо        | Поліна Астахова (URS)                    | Каталін Макрай (HUN)                   | Лариса Латиніна (URS)                                     |
| 1968 Мехіко       | Віра Чаславська (TCH)                    | Карін Бюттнер-Янц (GDR)                | Зінаїда Вороніна (URS)                                    |
| 1972Мюнхен        | Карін Бюттнер-Янц (GDR)                  | Ольга Корбут (URS) Еріка Зухольд (GDR) | медаль не вручалася                                       |
| 1976 Монреаль     | Надя Коменеч (ROU)                       | Теодора Унгуряну (ROU)                 | Марта Егерварі (HUN)                                      |
| 1980 Москва       | Максі Гнаук (GDR)                        | Емілія Еберле (ROU)                    | Марія Філатова (URS) Штеффі Кракер (GDR) Меліта Рюн (ROU) |
| 1984 Лос-Анджелес | Ма Яньхун (CHN) Джуліанн Макнамара (USA) | медаль не вручалася                    | Мері Лу Реттон (USA)                                      |
| 1988 Сеул         | Даніела Сіліваш (ROU)                    | Дагмар Керстен (GDR)                   | Олена Шушунова (URS)                                      |
| 1992 Барселона    | Лу Лі (CHN)                              | Тетяна Гуцу (EUN)                      | Шеннон Міллер (USA)                                       |
| 1996 Атланта      | Світлана Хоркіна (RUS)                   | Бі Веньїнг (CHN) Емі Чоу (USA)         | медаль не вручалася                                       |
| 2000 Сідней       | Світлана Хоркіна (RUS)                   | Лін Цзе (CHN)                          | Ян Юнь (CHN)                                              |
| 2004 Афіни        | Емілі Ле Пеннек (FRA)                    | Терін Гамфрі (USA)                     | Кортні Купец (USA)                                        |
| 2008 Пекін        | Хе Кесінь (CHN)                          | Настя Люкін (USA)                      | Ян Ілінь (CHN)                                            |
| 2012 Лондон       | Алія Мустафіна (RUS)                     | Хе Кесінь (CHN)                        | Бет Тведдл (GBR)                                          |

## Чемпіонки світу у вправах на різновисоких брусах

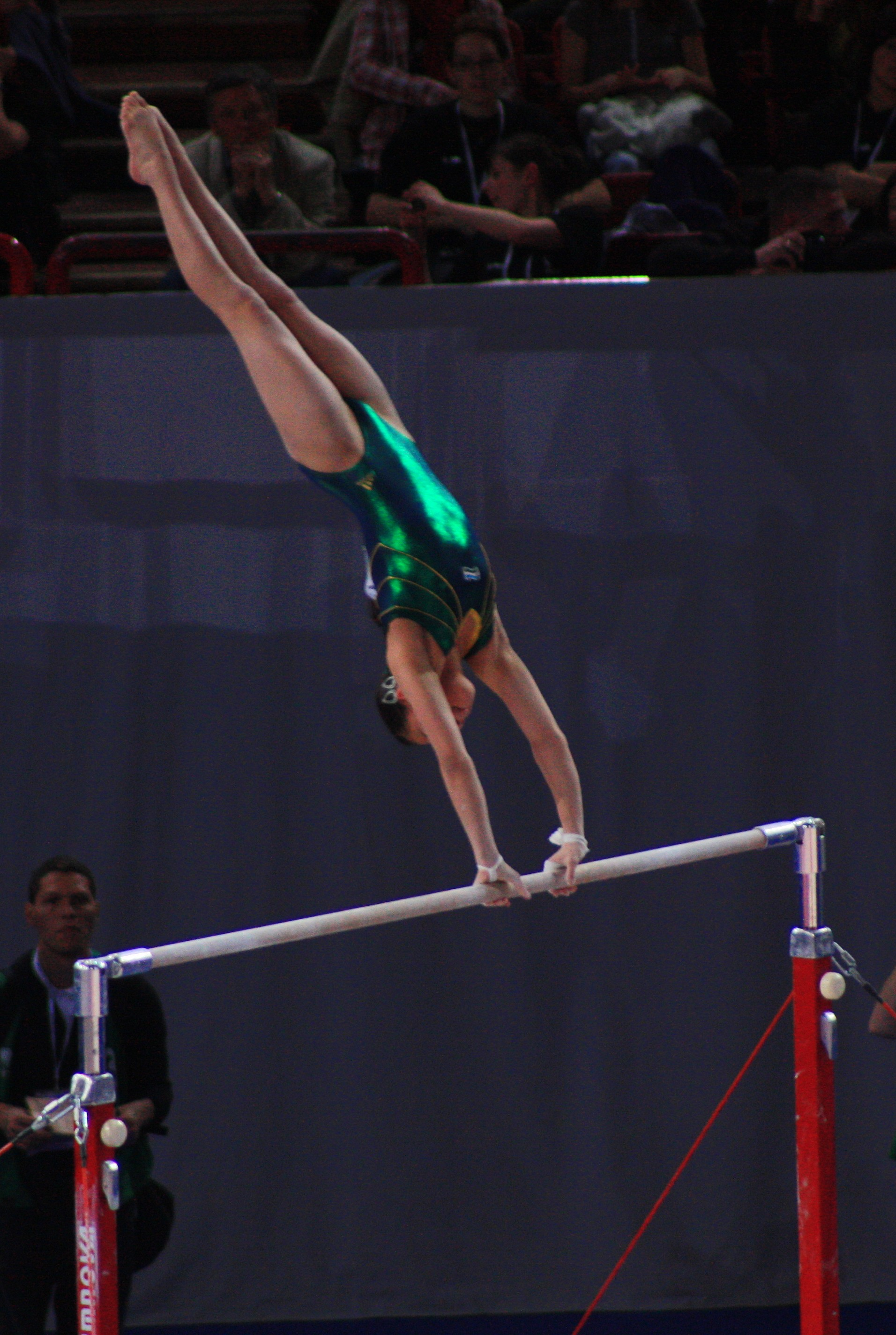
Гімнастка виконує вправу на різновисоких брусах

| - 1950 : Гертруда Колар Австрія і Анн-Софі Петтерсон Швеція - 1954 : Агнеш Келеті Угорщина - 1958 : Лариса Латиніна СРСР - 1962 : Ірина Первушина СРСР - 1966 : Наталія Кучинська СРСР - 1970 : Карін Бюттнер-Янц НДР - 1974 : Анне-Лора Цінке НДР - 1978 : Патриція Фредерік США - 1979 : Максі Гнаук НДР - 1981 : Максі Гнаук НДР - 1983 : Максі Гнаук НДР - 1985 : Габріела Файнрайх НДР - 1987 : Даніела Сіліваш Румунія і Дерте Тюммлер НДР - 1989 : Фан Ді КНР і Даніела Сіліваш Румунія - 1991 : Кім Гван Сук Північна Корея - 1992 : Лавінія Мілошовіч Румунія - 1993 : Шеннон Міллер США - 1994 : Лу Лі КНР - 1995 : Світлана Хоркіна Росія - 1996 : Олена Піскун Білорусь і Світлана Хоркіна Росія - 1997 : Світлана Хоркіна Росія - 1999 : Світлана Хоркіна Росія - 2001 : Світлана Хоркіна Росія - 2002 : Кортні Купец США - 2003 : Холі Вісе США і Челсі Меммел США - 2005 : Настя Люкін США - 2006 : Елізабет Тведдл Велика Британія - 2007 : Ксенія Семенова Росія - 2009 : Хе Кесінь КНР - 2010 : Елізабет Тведдл Велика Британія - 2011 : Вікторія Комова Росія - 2013 : Хуан Хуейдань КНР |